# Taribo West
Taribo West (Lagos, 26 maart 1974) is een voormalig voetbalspeler uit Nigeria die speelde als verdediger.
West won met het Nigeriaans elftal onder 23 goud op de Olympische Zomerspelen in 1996 en is vooral bekend van zijn periodes bij AJ Auxerre en Internazionale. Na die tijd speelde hij bijna elk seizoen ergens anders. Met Inter won hij de UEFA Cup in 1998 en met Auxerre werd hij in 1996 Frans landskampioen. West speelde 41 interlands voor Nigeria en speelde op de WK's van 1998 en 2002.

## Erelijst
Auxerre
- Division 1: 1995/96
- Coupe de France: 1993/94, 1995/96

 Internazionale
- UEFA Cup: 1997/98

 Partizan
- Prva savezna liga: 2002/03

 Nigeria onder 23
- Olympische Spelen: 1996